# YY Волка
YY Волка (лат. YY Lupi) — двойная затменная переменная звезда (E) в созвездии Волка на расстоянии приблизительно 5620 световых лет (около 1723 парсеков) от Солнца. Видимая звёздная величина звезды — от +16m до +14,2m. Орбитальный период — менее 1 суток.

## Характеристики
Первый компонент — жёлтая звезда спектрального класса G. Радиус — около 2,93 солнечных, светимость — около 6,316 солнечных. Эффективная температура — около 5348 K.